# キャラメル化
キャラメル化（キャラメルか、英語: caramelization〈キャラメライゼーション〉、フランス語: caraméliser〈キャラメリゼ〉）とは、糖類が引き起こす酸化反応等により生じる現象で、調理において香ばしさ（もしくは焦げ臭さ）や焼き色（もしくは焦げ色）の原因となる重要な現象である。キャラメル化は作用の発現に酵素が関与しない非酵素的褐色化作用であり、発生する揮発性の化学物質がキャラメル独特の風味をかもし出す。
調理のプロセスは記事 キャラメルに詳しい。

## 機構
キャラメル化は複雑で、幾百種もの化学物質が関与している為に理解されている部分が少ない現象である。次に概略を示す。
1. 環構造の形成と 芳香化平衡
2. ショ糖の転化による果糖とブドウ糖の生成
3. 縮合反応
4. 分子間の結合生成
5. アルドースとケトースの異性化反応
6. 脱水反応
7. 転位反応
8. 不飽和重合体の生成

また、キャラメル化は還元糖とアミノ酸との間に生じるメイラード反応としばしば取り違えられるが、異なる現象である。

## キャラメル化の温度
| 糖の種類     | 温度   |
| ------------ | ------ |
| 果糖         | 110 °C |
| ガラクトース | 160 °C |
| ブドウ糖     | 160 °C |
| マルトース   | 180 °C |
| 蔗糖         | 160 °C |